# Pilar (Sorsogon)
Pilar é um município de  primeira classe de renda municipal (d) na província Sorsogon, nas Filipinas. De acordo com o censo de 1 de maio  de  2020 possui uma população de 75 793 pessoas e 16 669 domicílios.